# Miljana Cunta

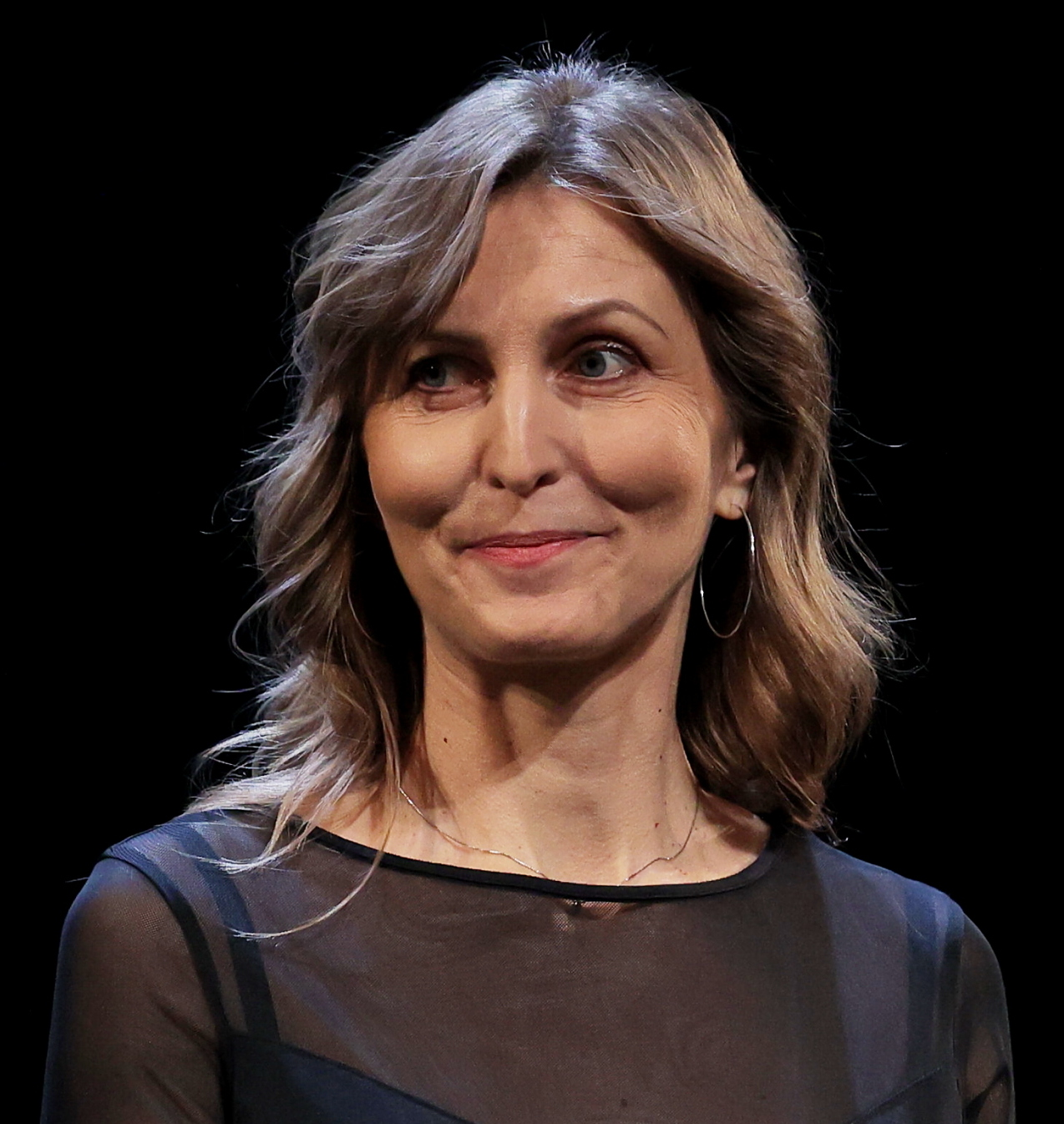
Miljana Cunta (2024)

Miljana Cunta (* 25. August 1976 in Šempeter pri Gorici, SFRJ) ist eine slowenische Autorin, Redakteurin, Publizistin und Kulturmanagerin.

## Leben und Werk
Miljana Cunta studierte Vergleichende Literaturwissenschaft und Literaturtheorie sowie Anglistik in Ljubljana, wo sie seit 1995 lebt. Von 2005 bis 2009 leitete sie das Literaturfestival Vilenica sowie 2010 das Literaturfestival Fabula. Ebenso war sie am EU-Projekt Živa coprnija („Lebende Zauberei“) beteiligt, das das kulturelle Erbe der Regionen Pohorje und Istrien durch Geschichten wiederzubeleben und sie in das bestehende touristische Programm zu integrieren versucht. Regelmäßig veröffentlicht sie Beiträge in der slowenischen Tageszeitung Delo.
Bisher veröffentlichte Cunta drei Lyrikbände: Za pol neba (2010, „Hälfte des Himmels“), der für den Veronika-Preis und den Jenko-Preis nominiert war, Pesmi dneva (2014, dt. Übersetzung Tagesgedichte, 2022, Übersetzer Matthias Göritz und Amalija Maček), der es in die engere Auswahl für den Preis der Prešerenstiftung schaffte, und Svetloba od zunaj (2018, „Licht von draußen“).
Ihre Gedichte wurden in mehrere Sprachen übersetzt, unter anderem ins Deutsche, Italienische, Mazedonische und Kroatische, und erschienen in slowenisch- und fremdsprachigen Anthologien. Miljana Cunta ist Teil des Projekts Grazer Poesieautomat, das vom Lyriker Matthias Göritz und der Übersetzerin Amalija Maček kuratiert wird und 2021 in Graz zu besichtigen war.
Cunta übersetzt außerdem aus dem Englischen und Italienischen, darunter Christina Rossetti, Gerard Manley Hopkins, Denise Levertov, Alda Merini, Luigi Natale, Francesco Tomada.

## Werke

### Poesie
- Za pol neba. Ljubljana, 2010.
- Pesmi dneva. Ljubljana, 2014.
  - Tagesgedichte. Übersetzt von Matthias Göritz und Amalija Maček. Ottensheim a. d. Donau: Edition Thanhäuser, 2022.
- Svetloba od zunaj. Ljubljana, 2018.

### Übersetzungen (Auswahl)
- Denise Levertov: Potok in safir. Izbrane pesmi o religioznih temah (mit Nada Grošelj, Ljubljana, 2015)
- Laura Accerboni: Vloga utopljenca. Ljubljana, 2017.
- Alda Merini: Frančišek, spev ustvarjenega bitja. Ljubljana, 2018.
- Patrizia Cavalli: Ti lepi dnevi. Izbrane pesmi 1974–2006. Ljubljana, 2020.

### Weitere Veröffentlichungen in deutscher Übersetzung (Auswahl)
- Izven časa / Jenseits der Zeit. Acht zeitgenössische deutsche und slowenische Dichter. Ausgewählt und zusammengetragen von Amalija Maček & José F. A. Oliver. Ljubljana: Beletrina, Goethe-Institut 2020. Übersetzung: Amalija Maček.
- Grand Tour, Reisen durch die junge Lyrik Europas. Im Auftrag der Deutschen Akademie für Sprache und Dichtung herausgegeben von Federico Italiano und Jan Wagner. München: Hanser 2019. Übersetzung: Amalija Maček und Matthias Göritz.